# العلاقات الكونغوية المارشالية
العلاقات المارشالية الكونغولية هي العلاقات الثنائية التي تجمع بين جزر مارشال وجمهورية الكونغو.

## مقارنة بين البلدين
هذه مقارنة عامة ومرجعية للدولتين:
| وجه المقارنة                                              | جزر مارشال                     | [[تصنيف:صفحات تستخدم رمز علم غير موجود\|]] جمهورية الكونغو |
| --------------------------------------------------------- | ------------------------------ | ---------------------------------------------------------- |
| المساحة (كم2)                                             | 181                            | 342.00 ألف                                                 |
| عدد السكان (نسمة)                                         | 53.13 ألف                      | 5.26 مليون                                                 |
| الكثافة السكانية (ن./كم²)                                 | 29.35 ألف                      | 15.38                                                      |
| العاصمة                                                   | ماجورو                         | برازافيل                                                   |
| اللغة الرسمية                                             | لغة إنجليزية، اللغة المارشالية | لغة فرنسية                                                 |
| العملة                                                    | دولار أمريكي                   | فرنك وسط أفريقي                                            |
| الناتج المحلي الإجمالي (بليون دولار)                      | 199.40 مليون                   | 8.72 مليار                                                 |
| الناتج المحلي الإجمالي (تعادل القوة الشرائية) بليون دولار | 207.25 مليون                   | 29.48 مليار                                                |
| الناتج المحلي الإجمالي الاسمي للفرد دولار أمريكي          | 3.38 ألف                       | 1.85 ألف                                                   |
| الناتج المحلي الإجمالي للفرد دولار أمريكي                 | 3.80 ألف                       |                                                            |
| مؤشر التنمية البشرية                                      |                                | 0.591                                                      |
| رمز المكالمات الدولي                                      | +692                           | +242                                                       |
| رمز الإنترنت                                              | .mh                            | .cg                                                        |
| المنطقة الزمنية                                           | ت ع م+12:00                    | ت ع م+01:00                                                |

## منظمات دولية مشتركة
يشترك البلدان في عضوية مجموعة من المنظمات الدولية، منها:
| علم المنظمة | اسم المنظمة                                 | تاريخ انضمام جزر مارشال | تاريخ انضمام جمهورية الكونغو |
| ----------- | ------------------------------------------- | ----------------------- | ---------------------------- |
|             | البنك الدولي للإنشاء والتعمير               | 21 مايو 1992            | 10 يوليو 1963                |
|             | يونسكو                                      | 30 يونيو 1995           | 24 أكتوبر 1960               |
|             | مؤسسة التمويل الدولية                       | 23 سبتمبر 1992          | 1 أكتوبر 1980                |
|             | منظمة الشرطة الجنائية الدولية               | ?                       | ?                            |
|             | مؤسسة التنمية الدولية                       | 19 يناير 1993           | 8 نوفمبر 1963                |
|             | الأمم المتحدة                               | 17 سبتمبر 1991          | 20 سبتمبر 1960               |
|             | مجموعة دول أفريقيا والكاريبي والمحيط الهادئ | ?                       | ?                            |
|             | منظمة حظر الأسلحة الكيميائية                | ?                       | ?                            |